# Westwood (Michigan)
Westwood – jednostka osadnicza w Stanach Zjednoczonych, w stanie Michigan, w hrabstwie Kalamazoo.